# L'isola misteriosa (film 1961)
L'isola misteriosa è un film del 1961, diretto da Cy Endfield, ispirato all'omonimo romanzo di Jules Verne.

## Trama
Nel 1865, durante la guerra civile americana, i soldati dell'Unione (Nordisti) Cyrus Harding, Herbert Brown e Neb Nugent, insieme al corrispondente di guerra Gideon Spillet, sono detenuti nella prigione militare di Libby a Richmond, in Virginia. Durante la fuga, rapiscono Pencroff, una guardia confederata (Sudista) che sa come pilotare un pallone a gas.
Il pallone li trasporta verso ovest, sopra l'Oceano Pacifico. Si alza una tempesta, che apre una falla nel dirigibile e costringe gli uomini ad atterrare su un'isola sconosciuta. Questo strano posto risulta avere lussureggianti giungle tropicali, aspre pianure e vulcani.
Durante l'esplorazione dell'isola, gli uomini vengono attaccati da un granchio gigante. Riescono a spingerlo in un geyser bollente e mangiano polpa di granchio per cena. Successivamente, trovano sulla riva due signore inglesi prive di sensi, Lady Mary Fairchild e sua nipote Elena, che sono naufragate lì a causa della stessa tempesta. Lavorando insieme, i naufraghi trovano riparo e protezione in una grotta. Successivamente un baule viene portato a riva. Ha una varietà di oggetti utili, inclusi fucili, carte nautiche e libri come Robinson Crusoe. I segni su uno dei fucili indicano che proveniva dal Nautilus. Spillet fornisce a Lady Fairchild un breve riassunto del Nautilus, del suo creatore, il capitano Nemo, e della sua presunta distruzione al largo delle coste del Messico circa otto anni prima. Spillet esprime un senso di rispetto e ammirazione per il genio e i principi contro la guerra di Nemo, mentre Harding lo deride per essere un pazzo, qualcuno che ha ucciso numerosi marinai durante la sua crociata. Utilizzando una delle mappe, i naufraghi sono in grado di determinare la loro posizione e procedere con la costruzione di una barca su cui fuggire dall'isola.
Un giorno Mary, Elena e Spillet incontrano un gigantesco uccello incapace di volare, appartenente a una specie preistorica chiamata Phorusrhacos. Spillet e le donne si ritirano, mentre l'uccello attacca. Mentre cerca di uccidere Elena, Herbert arriva e apparentemente uccide la creatura.
Più tardi, mentre consumano l'uccello, scoprono che è stato effettivamente ucciso da un proiettile che nessuno di loro aveva sparato. Poche settimane dopo, Herbert ed Elena stanno prendendo il sole quando notano un rivolo di miele sulla parete rocciosa. Seguendo questo rivolo, incontrano un alveare di api giganti. Riescono ad uscire dall’alveare e a fuggire in un’altra grotta comunicante, semiallagata. Herbert ed Elena individuano lì il Nautilus. Entrano nel vascello, ma sapendo che appartiene a qualcun altro, si ritirano, nuotando fuori dalla caverna. Nel frattempo, Harding, Spillet, Nab, Mary e Pencroff individuano una nave pirata in avvicinamento. Tentano di nascondersi, ma vengono scoperti e ne consegue uno scontro. I naufraghi prevalgono solo dopo che un'esplosione affonda misteriosamente la nave con tutti i
pirati a bordo. I naufraghi escono dalla grotta, si riuniscono sulla riva e lì vedono il capitano Nemo che emerge dalle acque, con la sua attrezzatura da palombaro, con zaino “a conchiglia”. Nemo spiega che ha osservato i naufraghi e che li ha assistiti segretamente inviando il baule, sparando all'uccello gigante e affondando la nave pirata. Li invita a bordo del Nautilus; per problemi meccanici, il sottomarino ormai non può più navigare. Lì scoprono che le creature giganti sono il risultato degli esperimenti di Nemo per ampliare le risorse alimentari del mondo, eliminando così la fame e la concorrenza economica che egli vede come le cause principali delle guerre a cui ha cercato di porre fine per tutta la vita. Nemo vuole che il gruppo di naufraghi lo aiutino a recuperare e riparare la nave pirata; poi, tutti insieme, si dirigeranno verso il mondo civilizzato, dove Nemo rivelerà al mondo le sue scoperte sugli animali giganti modificati. Tutto questo deve essere fatto in fretta, perché il vulcano presto erutterà, distruggendo l’isola. Iniziano così a realizzare un sistema di sollevamento ad aria spinta in un tubo di canne di bambù. La pompa del Nautilus, ancora funzionante, fornirà la pressione necessaria. Il lavoro è quasi terminato, quando il vulcano erutta. Nemo si rende conto che il lavoro di recupero impiegherà troppo tempo, e sta per rinunciare. Harding ha un’idea: usare i resti del pallone aerostatico, parzialmente utilizzabile, per accelerare i lavori di recupero. Nonostante l’interferenza con una piovra/ammonite, fulminata da un fucile a raggi, il gruppo riesce a completare il recupero. La nave riemerge.
Il capitano Nemo, però, non riesce ad uscire dal Nautilus a causa del crollo della grotta, e rimane seppellito con tutte le sue scoperte. Gli altri scappano e iniziano il viaggio verso casa, giurando di continuare il sogno di Nemo di raggiungere una pace duratura in tutto il mondo.